# Omninvest
Az Omninvest Oltóanyagtermelő és Kutatásfejlesztő Kereskedelmi Kft. 1991-ben jött létre azzal a céllal, hogy olyan influenza-vakcina termelőbázist hozzon létre és működtessen Magyarországon, amely megfelelő mennyiségben biztosítani tudja a magyar lakosság számára az influenza járványok elleni védekezéshez szükséges oltóanyagot. A társaság törzstőkéje 743 millió forint.
1995-ben adták át a kft. Pilisborosjenőn létesített oltóanyagtermelő üzemét, amely mintegy 2000 m² alapterületen működik. Az üzem Magyarország mindmáig egyetlen humán vírus- és immunológiai készítményeket gyártó és kutató bázisa. A létesítményben az influenzavakcinák előállítása az Európai Gyógyszerügynökség (EMA) és az Egészségügyi Világszervezet (WHO) által ajánlott, illetve a magyar Nemzeti Kontroll Hatóság által jóváhagyott vírustörzsek felhasználásával történik. Az oltóanyagtermelés GMP tanúsítvány birtokában, folyamatosan ellenőrzött gyógyszergyártási technológiával történik.
A szezonális, a prepandémiás (H5N1) és a pandémiás (H1N1) influenzavírusok elleni oltóanyag fejlesztésében elért eredményeinek köszönhetően az OMNINVEST Kft. kiemelt közegészségügyi és nemzetgazdasági jelentőségre tett szert a magyarországi influenzafertőzések elleni küzdelemben. A Nemzeti Influenza Pandémiás Terv szerint – hosszútávú stratégiai szerződés alapján – az Omninvest Kft. biztosítja a magyar lakosság számára a szezonális- és világjárványokat okozó influenzavírusok elleni védekezéshez szükséges oltóanyagot.

## Tevékenysége

### Szezonális influenza
A szezonális influenzajárványok elleni védekezés jegyében az Omninvest Kft. fejlesztőcsoportja kifejlesztett egy, a világon egyedülálló, teljes vírusokat tartalmazó, trivalens (3 törzset tartalmazó), adjuvált influenzavírus vakcinát, amely FLUVALAB néven 1997-ben kapott forgalombahozatali engedélyt Magyarországon. A magyar lakosság szezonális influenzavírusok elleni védelméhez évente szükséges mennyiségű oltóanyagot a Nemzeti Influenza Pandémiás Terv szerint a vállalat biztosítja. Az egészségügyi kormányzat a FLUVALAB alkalmazásával érte el, hogy Magyarországon a lakosság szezonális influenza elleni átoltottsági rátája 16 százalék fölötti, ami közelít az európai uniós átlaghoz.

### H5N1, Madárinfluenza
Az influenza-vakcina fejlesztések eredményeként az Omninvest Kft. 2006 márciusában az Országos Gyógyszerészeti Intézettől (OGYI) forgalombahozatali engedélyt kapott a kifejlesztett H5N1-es influenzavírus elleni vakcinára. A kidolgozott know-how alapján előállított influenzavakcinák a termelőtörzsek jellemzőitől függően alkalmazhatók az interpandémiás, a H5N1-es és a pandémiás fertőzések megelőzésére. A vállalat 2007-ben 100.000 adag vakcinát ajánlott fel a WHO közszolgálati munkájához.

### H1N1, Sertésinfluenza
Az Omninvest Kft. intenzív kutató- és fejlesztő munkájának eredményeképpen – a szükséges klinikai vizsgálatok elvégzését követően – a magyar egészségügyi kormányzat 2009. október végére mind a felnőtt, mind pedig a gyermek lakosság számára biztosítani tudta a H1N1-es vírus elleni FLUVALP, influenza-vakcinát. A WHO magyarországi irodájának 2009. novemberi közlése szerint az Omninvest Kft. által előállított, H1N1 vírus elleni magyar védőoltás a WHO referencia laboratóriumában elvégzett minőség-ellenőrzési vizsgálatok alapján nagyon jó minősítést kapott. Az EU-ban jelenleg elérhető H1N1-vakcinák közül a FLUVALP igen kedvező tulajdonsága, hogy már egyszeri vakcinálás után, akár két hét múlva védettséget nyújt. 2009 végére a magyar lakosság mintegy 25%-a részesült H1N1 elleni védőoltásban, az igen előkelő harmadik helyet szerezve meg ezzel Európában.

## Külső hivatkozások
- Honlapja
- Cégháló Archiválva 2008. május 22-i dátummal a Wayback Machine-ben
- Large trials confirm immunogenicity of H1N1 vaccines
- Safety and immunogenicity of a 2009 pandemic influenza A H1N1 vaccine when administered alone or simultaneously with the seasonal influenza vaccine for the 2009—10 influenza season: a multicentre, randomised controlled trial
- Pandemic influenza A(H1N1) 2009 vaccines in the European Union
- Meeting with international partners on prospects for influenza vaccine technology transfer to developing countries
- H3N2 és H1N1 együtt? A H1N1 törzs is szerepel a következő szezonális influenza elleni védekezésben
- Túl vagyunk az új típusú H1N1 influenzajárvány első hullámán. A szakemberek márciusra prognosztizálják az influenza második hullámát, őszre a harmadikat
- WHO:175 millió H1N1-oltást adtak be világszerte[halott link]
- H1N1: megcáfolt ellenérvek. Immunológusok az influenzaoltásról